# Manfred Manglitz
Manfred Manglitz (født 8. marts 1940 i Köln, Tyskland) er en tidligere tysk fodboldspiller (målmand).
Han spillede i løbet af karrieren for Bayer Leverkusen, MSV Duisburg og FC Köln. Han blev dog tvunget til at stoppe på toplan allerede i 1971, da han blev idømt livsvarig karantæne som følge af en match-fixing skandale.
Manglitz var desuden en del af det vesttyske landshold der vandt bronze ved VM i 1970 i Mexico. Han var dog ikke på banen i turneringen. Han spillede i alt fire kampe for landsholdet, to i 1965 og to i 1970.